# Paul De Vidts
Paul Aimé De Vidts (Sint-Niklaas, 25 augustus 1922 - aldaar, 30 december 2002) was een Belgisch ondernemer en politicus voor de CVP. Hij was volksvertegenwoordiger en burgemeester van Sint-Niklaas.

## Levensloop
Paul De Vidts was de zoon van burgemeester van Sint-Niklaas Romain De Vidts. Beroepshalve was hij wijn- en drankenhandelaar en vanaf 1977 was hij voorzitter van de Nationale Kas voor Beroepskrediet.
De Vidts was net zoals zijn vader politiek actief. In 1961 was hij kandidaat om volksvertegenwoordiger te worden, maar moest binnen zijn partij de duimen leggen voor een andere kandidaat. In 1970 werd hij verkozen tot gemeenteraadslid van Sint-Niklaas. De Vidts zetelde van 1971 tot 1977 voor het arrondissement Sint-Niklaas in de Kamer van volksvertegenwoordigers. In de periode van december 1971 tot april 1977 had hij als gevolg van het toen bestaande dubbelmandaat ook zitting in de Cultuurraad voor de Nederlandse Cultuurgemeenschap.
Na de gemeenteraadsverkiezingen van 1976 werd hij burgemeester van Sint-Niklaas. Bij parlementsverkiezingen van 1977 kon hij geen kandidaat meer zijn omdat dit niet verenigbaar was met zijn burgemeesterschap. Hij bleef burgemeester tot na de verkiezingen van 1988, toen er een coalitie gevormd werd tegen de CVP. Hij verliet ontgoocheld de actieve politiek en zetelde niet meer als gemeenteraadslid.